# Braune Biotechnologie
Die braune Biotechnologie bezeichnet einen Zweig der Biotechnologie der sich je nach Definition sowohl mit der Reinigung von Abwasser, als auch der Behandlung von Wüsten und wüstenähnlichen Böden befasst.
Die braune Biotechnologie kann als spezialisierter Teil der Umweltbiotechnologie bzw. der grünen Biotechnologie verstanden werden und überschneidet sich in der Praxis oftmals mit den beiden Zweigen. Ihre Anwendungsbereiche liegen z. B. in der Bioremediation, der Phytosanierung, der Wasseraufbereitung und Luftreinhaltung durch Biofiltration, sowie der Produktion von Biogas.

## Bekannte Vertreter
Einer der bekanntesten Vertreter der braunen Biotechnologie ist das Bakterium Sporosarcina Pasteurii, welches neben der Abwasserreinigung auch zur Versiegelung von Rissen und Spalten Ziegelsteinen, Beton oder natürlichen Kalksteinformationen genutzt werden kann.